# Eugen Büchner
Eugen Alexander Büchner ( São Petersburgo, 20 de março de 1861 –  São Petersburgo,17 de março de 1913) foi um zoólogo russo, especialista em zoologia e sistemática de mamíferos e aves. Büchner frequentou a Escola Reformada da cidade de São Petersburgo e estudou na Universidade de São Petersburgo de 1879 a 1883. 
A partir de 1883 trabalhou na Academia de Ciências como bolsista do Museu Zoológico. Seu trabalho The Birds of the St. Petersburg Governorate foi premiado pela Sociedade de Cientistas Naturais de São Petersburgo.